# Élections législatives guinéennes de 1995
Des élections législatives ont eu lieu en Guinée le 11 juin 1995. Ce sont les premières élections multipartites à l'Assemblée nationale depuis l'indépendance. Elles confrontent 21 partis dont 846 candidats pour les 114 sièges à pourvoir, répartis dans 38 circonscriptions uninominales et 76 sur la base de la représentation proportionnelle.
Le Parti de l'unité et du progrès (PUP) mené par le Président de la République Lansana Conté remporte une large majorité, à savoir 71 des 114 sièges. Le taux de participation est de 61,9 %,

## Résultats
| Partis                                                             | Proportionnelle | Proportionnelle | Proportionnelle | Circonscriptions | Circonscriptions | Circonscriptions | Total sièges |
| Partis                                                             | Votes           | %               | Sièges          | Votes            | %                | Sièges           | Total sièges |
| ------------------------------------------------------------------ | --------------- | --------------- | --------------- | ---------------- | ---------------- | ---------------- | ------------ |
| Parti de l'unité et du progrès                                     | 990 184         | 53,5            | 41              |                  |                  | 30               | 71           |
| Rassemblement du peuple guinéen                                    | 354 927         | 19,2            | 15              |                  |                  | 4                | 19           |
| Union pour la Nouvelle République                                  | 178 692         | 9,6             | 7               |                  |                  | 2                | 9            |
| Parti du renouveau et du progrès                                   | 170 806         | 9,2             | 7               |                  |                  | 2                | 9            |
| Union pour le progrès de la Guinée                                 | 44 441          | 2,4             | 2               |                  |                  | 0                | 2            |
| Parti démocratique de Guinée - Rassemblement démocratique africain | 36 709          | 1,9             | 1               |                  |                  | 0                | 1            |
| Union nationale pour la prospérité de Guinée                       | 31 295          | 1,6             | 1               |                  |                  | 0                | 1            |
| Parti démocratique de Guinée                                       | 21 233          | 1,1             | 1               |                  |                  | 0                | 1            |
| Dyama Party                                                        | 20 696          | 1,1             | 1               |                  |                  | 0                | 1            |
| Votes blancs et nuls                                               | 39 330          | -               | -               | 45 824           | -                | -                | -            |
| Total                                                              | 1 887 902       | 100             | 76              | 1 886 403        | 100              | 38               | 114          |